# Полиција Лос Анђелеса
Полиција Лос Анђелеса (енгл. Los Angeles Police Department, LAPD) је полицијско одељење управе града Лос Анђелеса у америчкој федералној држави Калифорнија. Са преко 9.000 полицајаца и 3.000 цивилног особља, те са подручјем надлежности које износи 1210 km² и преко 3 милиона становника, ЛАПД је трећа највећа полицијска служба у САД (иза Полиције Њујорка и Полиције Чикага). ЛАПД има богату историју, пуну хероизма, али и контроверзи. Захваљујући блиским везама с Холивудом, ЛАПД је играо важну улогу у многим филмовима и ТВ-серијама и тако постао једна од најпознатијих полицијских организација у свету.
Град Лос Анђелес поред ЛАПД-а има још три полицијске службе: Полицију Луке Лос Анђелеса, Полицију Светских аеродрома Лос Анђелеса, и Полицију за јавну сигурност Одељења општих служби, који се брине о сигурности градских објеката као што су паркови, зоолошки вртови, библиотеке и конвенцијски центри.

## Контроверзе и недолично понашање
Нажалост, лосанђелеску полицију су потресали бројни скандали који су укључивали полицијску бруталност и кршење људских права.
Током година, Полицијска управа Лос Анђелеса била је предмет бројних скандала, недоличног понашања полиције и других контроверзи. Према једној студији, током дугог мандата Вилијама Х. Паркера на месту шефа полиције (1950–1966), ЛАПД је био „изразито расистички“, а мандат шефа полиције Дерила Гејтса (1978–1992) обележен је „скандалозним расистичким насиљем“ међу радницима ЛАПД-а. Најпознатији такав случај је, случај пребијања афроамериканца Роднија Кинга, након чега су наступили велики нереди у Лос Анђелесу 1992. године. Након скандала CRASH, онда повезаног скандала у Рампарт одељењу, познатији као Рампарт скандал, а везаних за полицијску корупцију, касних 1990-их и раних 2000-их, Министарство правде Сједињених Држава је са ЛАПД-ом, донело уредбу, о сагласности у вези са системским кршењем грађанских права и недостатком одговорности која се протеже деценијама уназад, што захтева велике реформе. Уредба о сагласности је укинута 2013. Извршни директор Америчке уније за грађанске слободе Јужне Калифорније, изјавио је да је декрет „углавном остварио своју сврху“ и да је одељење „направило озбиљне промене у култури“, али је упозорио на назадовање и рекао је: „било је више посла који је требало да се уради у вези са расним диспаритетима и третманом бескућника“.